# Armledererhebung
Mit Armledererhebung oder Armlederaufstand wird eine von Franken ausgehende Bewegung bäuerlicher und städtischer Unterschichten bezeichnet, die von 1336 bis 1338 für eine Reihe von Massakern an jüdischen Gemeinden im südwestdeutschen Raum und im Elsass verantwortlich war.

## Geschichte
Die Bezeichnung der Armleder-Pogrome leitet sich vom Anführer der Ausschreitungen Arnold III. von Uissigheim her, einem „abgewirtschafteten Edelmann“, der auch Rex Armleder oder König Armleder genannt wurde. Ausgangspunkt der Bewegung war – wie schon beim Rintfleisch-Pogrom 1298 – Röttingen an der Tauber, wo am 29. Juli 1336 ein Massaker an der Judengemeinde angerichtet wurde. In wenigen Tagen weitete sich die Bewegung im Gebiet zwischen Tauber und Main aus und richtete ein Blutbad in verschiedenen jüdischen Gemeinden kleinerer Städte Frankens an (Tauberbischofsheim, Mergentheim, Iphofen, Kitzingen und andere). Die Judenschläger, wie die marodierende Truppe auch genannt wurde, konnten vorerst unter Mithilfe der Würzburger Stadtbevölkerung bei Ochsenfurt aufgehalten werden. Armleder wurde festgenommen und am 14. November 1336 in Kitzingen hingerichtet.
Im Sommer 1337 flammte die Armlederbewegung erneut auf und weitete sich ausgehend von Franken über Hessen bis ins Elsass aus. Unter der Führung des Gastwirtes Hans Zimberlin, der sich ebenfalls König Armleder nannte, und des Adligen Umbehoven von Dorlisheim zog der Haufen durch das Elsass und suchte eine große Zahl jüdischer Gemeinden heim. Er richtete an verschiedenen Orten Massaker an, so in Rouffach, Ensisheim, Mülhausen und Ribeauvillé. Erst in Colmar kam die Bewegung 1338 zum Stillstand, als die Bürger der Stadt sich weigerten, die jüdischen Bewohner auszuliefern, und die Aufständischen von kaiserlichen Truppen vertrieben wurden. In der Folge erkannten der Bischof von Straßburg und andere Fürsten, dass die Bewegung nicht nur für die Juden zu einer Gefahr wurde und schlossen am 28. August 1339 mit Zimberlin einen Landfrieden, um dessen Bandenwesen einzudämmen.
Die Armledermassaker waren sozusagen ein Vorspiel zu den Judenverfolgungen zur Zeit des Schwarzen Todes, die zehn Jahre später in ganz Mitteleuropa ausbrachen.